# Великая книга Лекана

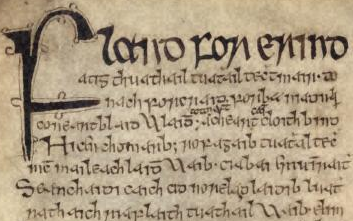
Первые строки стихотворения «Фланн для Эринн» («Фланн над Ирландией»), написанного Маэлем Мура Отна (умер в 887 г.) в честь Фланна Синны (из «Великой Книги Лекана»)

Великая Книга Лекана (Leabhar Mór Leacain) — средневековый ирландский манускрипт, записанный в 1418 году. В настоящее время хранится в Ирландской королевской академии (RIA MS 23 P 2). Не путать с более ранней и более полной «Жёлтой книгой Лекана».
Манускрипт написан на среднеирландском языке Адамом О Куирнином для Гиллы Исы Мак Фир Бисиха. Содержимое книги переписано из «Лейнстерской книги», поздних копий «Книги захватов», диннхенхас («Старины мест»), «Старины женщин» и «Книги прав». Некоторое время рукопись находилась в собственности Джеймса Ашшера; затем король Иаков II передал её ирландскому коллежу (семинарии) в Париже. В 1787 году некий шевалье О’Райлли вернул манускрипт в Ирландию; здесь он оказался в руках Чарльза Вэлланси, который передал его в Королевскую Ирландскую Академию.
Первоначально книга состояла из 30 листов ин-фолио; первые девять были безвозвратно утеряны в 1724 году. Страницы покрыты каким-то масляным веществом и из-за этого прозрачны, что сильно уменьшает их удобочитаемость.